# کیتی آرچیبالد
کیتی آرچیبالد (انگلیسی: Katie Archibald؛ زادهٔ ۱۲ مارس ۱۹۹۴) دوچرخه‌سوار اهل بریتانیا است.
او در مسابقات کشوری و بین‌المللی در مجموع برندهٔ ۱۵ مدال طلا، ۵ مدال نقره، ۱ مدال برنز شده‌است.